# 甘博內峰
71°45′S 164°14′E / 71.750°S 164.233°E
甘博內峰是南極洲的山峰，位於維多利亞地的彭內爾海岸，屬於鮑爾斯山脈中蘭特曼山脈的一部分，海拔高度1,620米，根據美國地質調查局測量和該國海軍的空中照片繪入地圖。